# Parasynegia borbachoides
Parasynegia borbachoides là một loài bướm đêm trong họ Geometridae.